# Хампден (Мејн)
Хампден (енгл. Hampden) насељено је место без административног статуса у америчкој савезној држави Мејн.

## Демографија
По попису из 2010. године број становника је 4.343, што је 217 (5,3%) становника више него 2000. године.
| Група             | 2000.         | 2010.         |
| Белци             | 4.028 (97,6%) | 4.165 (95,9%) |
| Афроамериканци    | 18 (0,4%)     | 19 (0,4%)     |
| Азијати           | 25 (0,6%)     | 39 (0,9%)     |
| Хиспаноамериканци | 19 (0,5%)     | 34 (0,8%)     |
| Укупно            | 4.126         | 4.343         |